# Kongeegen
Kongeegen er et gammelt egetræ i Jægerspris Nordskov ved Jægerspris. Det har en anslået alder på op til 1400 år.
Træet kan oprindeligt have stået på en åben fugtig eng, og det kan være derfor, at det er så lavstammet.
Storkeegen og Snoegen står i samme skovområde, men disse er begge døde.

## Danneregen
Danneregen er et egetræ i parken ved Jægerspris Slot, skabt i 1986 som en podning af Kongeegen, og plantet i parken af Prins Henrik.